# Deutsche Poolbillard-Meisterschaft 2005 (Damen)
Die Deutsche Poolbillard-Meisterschaft 2005 war die 25. Austragung zur Ermittlung der nationalen Meistertitel der Damen in der Billardvariante Poolbillard. Sie wurde im Rahmen der Deutschen Billard-Meisterschaft in der Wandelhalle in Bad Wildungen ausgetragen.
Es wurden die Deutschen Meisterinnen in den Disziplinen 14/1 endlos, 8-Ball, 9-Ball und 8-Ball-Pokal ermittelt.

## Medaillengewinner
| Disziplin    | Gold                            | Silber                                     | Bronze                                     | Bronze                             |
| ------------ | ------------------------------- | ------------------------------------------ | ------------------------------------------ | ---------------------------------- |
| 14/1 endlos  | Diana Stateczny (TV Borghorst)  | Sabrina Fritz (PBC Lindenhorst)            | Daniela Benz (BSV Weinheim)                | Sandra Ortner (BC Sindelfingen)    |
| 8-Ball       | Sandra Ortner (BC Sindelfingen) | Christine Wiechert (BV Grafschafter Moers) | Daniela Benz (BSV Weinheim)                | Diana Stateczny (TV Borghorst)     |
| 9-Ball       | Janine Schwan (BC Alsdorf)      | Karin Mayet (BSV Dachau)                   | Sandra Ortner (BC Sindelfingen)            | Katja Culbertson (1. PBC Gera)     |
| 8-Ball-Pokal | Sabrina Fritz (PBC Lindenhorst) | Tanja Kirschmann (1. PBC Fulda)            | Christine Wiechert (BV Grafschafter Moers) | Trixi Dutz (PBC Rot-Gelb Stolberg) |

## Modus
Die 32 Spielerinnen, die sich über die Landesmeisterschaften der Billard-Landesverbände qualifiziert haben, spielten zunächst im Doppel-KO-System. Ab dem Viertelfinale wurde im KO-System gespielt.

## Wettbewerbe
Aus Gründen der Übersichtlichkeit werden im Folgenden jeweils nur die 16 bestplatzierten Spielerinnen notiert.

### 14/1 endlos
| Platz | Spieler              | Verein                   |
| ----- | -------------------- | ------------------------ |
| 1     | Diana Stateczny      | TV Borghorst             |
| 2     | Sabrina Fritz        | PBC Lindenhorst          |
| 3     | Daniela Benz         | BSV Weinheim             |
| 3     | Sandra Ortner        | BC Sindelfingen          |
| 5     | Trixi Dutz           | PBC Rot-Gelb Stolberg    |
| 5     | Birgit Reimann       | Bremen 1860              |
| 5     | Janine Drescher      | BC Alsdorf               |
| 5     | Tanja Kirschmann     | 1. PBC Fulda             |
| 9     | Christine Lachenmann | PB Feuerbach             |
| 9     | Britta Ernst         | BC Schwarze 8 Berlin     |
| 9     | Karin Mayet          | BSV Dachau               |
| 9     | Christine Wiechert   | BV Grafschafter Moers    |
| 13    | Jennifer Vietz       | Joker Kamp-Lintfort      |
| 13    | Simone Meinhold      | BC Solaris Chemnitz      |
| 13    | Kerstin Krangemann   | PBC Rote Löwen Reimsbach |
| 13    | Tina Vogelmann       | BSF Kurpfalz             |

### 8-Ball
| Platz | Spieler            | Verein                |
| ----- | ------------------ | --------------------- |
| 1     | Sandra Ortner      | BC Sindelfingen       |
| 2     | Christine Wiechert | BV Grafschafter Moers |
| 3     | Daniela Benz       | BSV Weinheim          |
| 3     | Diana Stateczny    | TV Borghorst          |
| 5     | Trixi Dutz         | PBC Rot-Gelb Stolberg |
| 5     | Karin Schmitz      | 1. BV Siegburg        |
| 5     | Janine Drescher    | BC Alsdorf            |
| 5     | Corina Voigt       | Kieler Billard Union  |
| 9     | Kristina Schagan   | Astoria Walldorf      |
| 9     | Melanie Süßenguth  | VdP Paderborn         |
| 9     | Tina Vogelmann     | BSF Kurpfalz          |
| 9     | Wienke Thamsen     | Cinema BC Wuppertal   |
| 13    | Karin Mayet        | BSV Dachau            |
| 13    | Sabrina Fritz      | PBC Lindenhorst       |
| 13    | Viktoria Schulz    | BC Mantinell Erkelenz |
| 13    | Tanja Kirschmann   | 1. PBC Fulda          |

### 9-Ball
| Platz | Spieler                 | Verein                |
| ----- | ----------------------- | --------------------- |
| 1     | Janine Drescher         | BC Alsdorf            |
| 2     | Karin Mayet             | BSV Dachau            |
| 3     | Sandra Ortner           | BC Sindelfingen       |
| 3     | Katja Culbertson        | 1. PBC Gera           |
| 5     | Tina Vogelmann          | BSF Kurpfalz          |
| 5     | Sabrina Fritz           | PBC Lindenhorst       |
| 5     | Christine Lachenmann    | PB Feuerbach          |
| 5     | Daniela Benz            | BSV Weinheim          |
| 9     | Christine Wiechert      | BV Grafschafter Moers |
| 9     | Corina Voigt            | Kieler Billard Union  |
| 9     | Jennifer Vietz          | Joker Kamp-Lintfort   |
| 9     | Molrudee Kasemchaiyanan | 1. PBC Fulda          |
| 13    | Deborah Jost            | Cinema BC Wuppertal   |
| 13    | Petra Braun             | PB Feuerbach          |
| 13    | Simone Meinhold         | BC Solaris Chemnitz   |
| 13    | Diana Stateczny         | TV Borghorst          |